# Лимонова Наталія Борисівна
Наталія Борисівна Лимонова (м. Київ, Україна) — українська підприємиця, громадська діячка, засновниця освітнього стартапу «GIOS», співвласниця компанії SNITE.

## Життєпис
Народилась у м. Києві. Закінчила дитячу музичну школу з медаллю, займалась спортом, навчалася у математичному класі І. Кушніра.
У 2014 стала координаторкою групи «Освіта та наука» Громадянської Платформи Нова Країна, членкинею Координаційної ради ГП Нова Країна. Брала участь у розробці Дорожньої карти реформ.
У 2017 році увійшла до Правління STEM коаліції.
У 2018 році очолила Комітет з питань освіти Спілки українських підприємців (СУП).
У 2019 році стала співзасновницею ГО Digital Future of Education.
У 2021 році стала Міжнародною партнеркою від Украіни WBAF (World Business Angel Investment Forum) та увійшла у Правління Глобального Комітету Стартапів WBAF.

### Освіта
1986—1991 рр. — навчання у Київському національному університеті ім. Шевченка. Здобула ступінь магістра за спеціальністю математика.
1992 р. — закінчила аспірантуру при Інституті кібернетики ім. Глушкова.
2008—2009 рр. — Executive MBA, Києво-Могилянська бізнес-школа.
2009 рік — програма «Коучинг ефективних команд», Еріксонівський Університет Коучингу.
2019 рік — програма She Exports "Women Entrepreneurs in Ukraine від Міністерства закордонних справ Нідерландів та організації «She Exports».
2021 рік — програма GIST Innovates Ukraine («Глобальні інновації через науку та технології») 2021.
2022 рік – Google for Startups Acceleration program.
2023 рік – Startup Grind Global (USA) Acceleration program.

### Особисте життя
Одружена. Має двох дітей.

## Бізнес
У 1997 році стала співвласницею групи компаній «SNITE». Через два роки компанія почала розвивати власну роздрібну та дилерську мережу, а у 2008 році впровадила методику ТОС на виробництві. Станом на 2016 рік частка компанії в сегменті українських дитячих меблів становила близько 17 %. Продукція експортується в країни СНД та Канаду.
У 2012 році співзаснувала Перший міжнародний фестиваль неформальної освіти «Insight».
У цьому ж році співзаснувала у Києві приватну школу вихідного дня «Креативна Міжнародна Дитяча Школа». З 2015 року школа запрацювала як загальноосвітній навчальний заклад у форматі повного дня, увійшла до Української коаліції STEM-освіти. Заклад практикує інтегроване навчання та хвильові занурення. Станом на  2018 рік школи функціонують у Києві та Львові і входять до міжнародної спільноти Microsoft Showcase Schools.
У 2018 році заснувала освітню платформу Global Innovative Online School(GIOS). Платформа використовується для змішаного і онлайн навчання, допомагає школярам 5-11 класів отримати високий рівень знань та навичок з математики та критичного мислення, містить анімовані відеолекції, інтерактивні тести та практичні завдання, елементи гейміфікації, алгоритм підлаштування під здібності дитини, маркетплейс для репетиторів. У березні 2019 року після двоступеневої перевірки платформа отримала гриф МОН. У листопаді 2020 року у медіа виданні AIN розповіла про те, як платформа Global Innovative Online School(GIOS) залучила 100 000 нових користувачів під час карантину, спричиненого пандемією COVID'19 навесні 2020 року. У 2021 році залучила $400 000 на розвиток платформи GIOS та потрапила на сторінки журналу Forbes, а також медіа видань Mind UA, AIN, Vector, Inventure та Міністерства фінансів України.
У 2021 році стала Міжнародною партнеркою від Украіни WBAF (World Business Angel Investment Forum) та увійшла до Правління Глобального Комітету Стартапів WBAF.
У 2022-2023 роках потрапила на сторінки таких міжнародних видань, як Google, startup.ua, HolonIQ, К12, HBR, Dealroom.co, The Education Outlook.

## Досягнення
2023 рік – команда GIOS провела всеукраїнський конкурс PlayMath для школярів, який залучив понад 21000 учнів з 30+ країн. Діти покращили свою успішність з математики на 43% за 6 тижнів.
2023 рік – платформа GIOS потрапила у список видатних технологічних компаній України в каталозі Incredible Tech.
2023 рік – платформа GIOS потрапила у список найперспективніших українських стартапів і компаній у каталозі Rising UA Startups: Resilience Edition, створеному Українським фондом стартапів у партнерстві з Techosystem за підтримки Міністерства цифрової трансформації України.
2023 рік – HolognIQ: 1000 best women founded startups 2023.
2022 рік – платформа GIOS була обрана для фінансування та акселерації Google for Startups.
2021 рік — диплом за успішне завершення 10-тижневої акселераційної програми GIST Innovates Ukraine («Глобальні інновації через науку та технології») 2021.
2021 рік — платформа GIOS увійшла в Топ-10 Growth StageTech стартапів з глобальним фокусом та R&D в Україні (2021) за версією Ucluster.
2021 рік — Топ-30 найуспішніших жінок за версією журналу Новое Время.
2021 рік — платформа GIOS увійшла в Топ-10 найкращих стартапів України за версією журналу Фокус.
2020 рік — платформа Global Innovative Online School (GIOS) увійшла у Топ-20 стартапів за версією журналу «ТОП-100 Рейтинги крупнейших».
2019  рік — лауреатка Всеукраїнської премії «Жінка України 2019» у номінації «Бізнес. Менеджмент».
2019  рік— диплом за впровадження практики підтримки жінок з «Технологічного пакту для розвитку жінок в компаніях STEM»,  коаліції STEM та Королівства Нідерландів.
2018 рік— увійшла в топ-50 найуспішніших жінок України за версією журналу «Бізнес».
2016 рік — Топ-100 найуспішніших жінок за версією журналу Новое Время.